# Sebastiano Arturo Luciani
Sebastiano Arturo Giacomo Antonio Gioacchino Carlo Luciani (Acquaviva delle Fonti, 9 giugno 1884 – Acquaviva delle Fonti, 7 dicembre 1950) è stato un compositore, musicologo e critico cinematografico italiano.

## Biografia
Nato da Michele Angelo Raffaele Luciani, dottor fisico, e la gentildonna Giuseppa Gissi.

## Ascendenza[1]
|                                                            |   |                        | Genitori                   |  |  | Nonni |  |  | Bisnonni        |  |  | Trisnonni          |  |
|                                                            |   |                        |                            |  |  |       |  |  | Michele Luciani |  |  | Sebastiano Luciani |  |
|                                                            |   |                        |                            |  |  |       |  |  | Michele Luciani |  |  | Sebastiano Luciani |  |
|                                                            |   | Anna Antonia Nisio     |                            |  |  |       |  |  | Michele Luciani |  |  |                    |  |
| Sebastiano Luciani                                         |   |                        |                            |  |  |       |  |  | Michele Luciani |  |  |                    |  |
|                                                            |   | Grazia De Fazio        | …                          |  |  |       |  |  |                 |  |  |                    |  |
|                                                            |   | Grazia De Fazio        | …                          |  |  |       |  |  |                 |  |  |                    |  |
|                                                            |   | Grazia De Fazio        | …                          |  |  |       |  |  |                 |  |  |                    |  |
| Michele Angelo Raffaele Luciani                            |   | Grazia De Fazio        |                            |  |  |       |  |  |                 |  |  |                    |  |
|                                                            |   | Raffaello Bonavoglia   | Felice Bonavoglia          |  |  |       |  |  |                 |  |  |                    |  |
|                                                            |   | Raffaello Bonavoglia   | Felice Bonavoglia          |  |  |       |  |  |                 |  |  |                    |  |
|                                                            |   | Raffaello Bonavoglia   | Dorotea Capozzo            |  |  |       |  |  |                 |  |  |                    |  |
| Maria Giacoma Bonavoglia                                   |   | Raffaello Bonavoglia   |                            |  |  |       |  |  |                 |  |  |                    |  |
|                                                            |   | Maria Domenica Maselli | Domenico Masiello          |  |  |       |  |  |                 |  |  |                    |  |
|                                                            |   | Maria Domenica Maselli | Domenico Masiello          |  |  |       |  |  |                 |  |  |                    |  |
|                                                            |   | Maria Domenica Maselli | Domenica Antonia Lucarelli |  |  |       |  |  |                 |  |  |                    |  |
| Sebastiano Arturo Giacomo Antonio Gioacchino Carlo Luciani |   | Maria Domenica Maselli |                            |  |  |       |  |  |                 |  |  |                    |  |
|                                                            | … | …                      |                            |  |  |       |  |  |                 |  |  |                    |  |
|                                                            | … | …                      |                            |  |  |       |  |  |                 |  |  |                    |  |
|                                                            | … | …                      |                            |  |  |       |  |  |                 |  |  |                    |  |
| …                                                          | … |                        |                            |  |  |       |  |  |                 |  |  |                    |  |
|                                                            |   | …                      | …                          |  |  |       |  |  |                 |  |  |                    |  |
|                                                            |   | …                      | …                          |  |  |       |  |  |                 |  |  |                    |  |
|                                                            |   | …                      | …                          |  |  |       |  |  |                 |  |  |                    |  |
| Giuseppa Gissi                                             |   | …                      |                            |  |  |       |  |  |                 |  |  |                    |  |
|                                                            |   | …                      | …                          |  |  |       |  |  |                 |  |  |                    |  |
|                                                            |   | …                      | …                          |  |  |       |  |  |                 |  |  |                    |  |
|                                                            |   | …                      | …                          |  |  |       |  |  |                 |  |  |                    |  |
| …                                                          |   | …                      |                            |  |  |       |  |  |                 |  |  |                    |  |
|                                                            |   | …                      | …                          |  |  |       |  |  |                 |  |  |                    |  |
|                                                            |   | …                      | …                          |  |  |       |  |  |                 |  |  |                    |  |
|                                                            |   | …                      | …                          |  |  |       |  |  |                 |  |  |                    |  |
|                                                            |   | …                      |                            |  |  |       |  |  |                 |  |  |                    |  |

## Opere
- Verso una nuova arte: il cinematografo, Roma 1921 (ristampa, ibidem 2000)
- Belfagor di O. Respighi. Guida attraverso la commedia e la musica, Milano 1923
- Orpheus, con Ottorino Respighi, Bologna 1926 (nuova edizione, a cura di N. Cordisco Respighi: Roma 2020).
- Mille anni di musica, Milano 1936
- D. Scarlatti, Firenze 1939
- La musica in Siena: saggi su antichi musicisti senesi con musiche inedite, Siena 1942
- Il Tristano e Isolda di R. Wagner, Firenze 1942
- Il cinema e le arti, Siena 1942 (ristampa, a cura di C. Artemite - V. Attolini, Manduria 2001)

## Articoli e saggi brevi
- La musica nel dramma greco, in Il Marzocco, 8 giugno 1913
- Il cinematografo e l'arte, ibidem, 10 agosto 1913
- La rinascita della danza, in Harmonia, II (1914), 4, pp. 1–7
- Le visioni della musica e il cinematografo, ibidem, 6, pp. 1–5
- I modi greci e la musica moderna, in La Nuova Musica, XIX (25 maggio 1914), p. 53
- Lettere musicali, I, Strawinsky, in La Voce, 28 febbraio 1915, p. 2
- Nazionalismo musicale, in Musica, X (10 gennaio 1916), 1
- Appunti di estetica. (Rileggendo l'"Estetica" di B. Croce), in Trifalco, 1921, n. 4, pp. 128–131
- Saggio di restauro di una canzone popolare della fine del secolo XV, in La Cultura musicale, 1922, settembre, pp. 181–186
- Nuove musiche, in L'Italia letteraria, 3 maggio 1931
- Cinematografo, Tecnica ed estetica, in Enc. Italiana, X, pp. 346–350
- La musica e il film, in Rivista Bianco & Nero. Quaderni mensili del Centro Sperimentale di Cinematografia n. 6, 30 giugno 1937, pp.3-17
- La più antica reliquia di musica scenica. Lo stasimon dell'Oreste di Euripide, in Riv. italiana del dramma, V (1941), 3, pp. 342–346
- Inferiorità del cinema, in Rivista "Si gira" n. 2, 1942
- La Iuditha e la messa in scena, in Quaderno dell'Acc. Chigiana, XV (1947), pp. 38